# Aldo Luis Montesano Rebón
Aldo Luis Montesano Rebón (Argentina, 10 de octubre de 1931) es un abogado que fue designado procurador general de la Nación de Argentina el 16 de septiembre de 1991, permaneciendo en el cargo hasta su renuncia el 28 de abril de 1992.

## Actividad docente y profesional
Estudió en la Facultad de Derecho y Ciencias Sociales de la Universidad de Buenos Aires donde se recibió de abogado. En 1954 fue Ayudante de Docencia en dicha Facultad y más adelante fue nombrado en ella por concurso Profesor Adjunto- de Derecho Político. También se desempeñó como Profesor Adjunto de Derecho Constitucional de la Facultad de Derecho-de la Universidad Católica Argentina, Profesor de Legislación de Menores de la Universidad del Museo Social Argentino y profesor titular de Derecho Político de la Universidad de Morón.
Ingresó muy joven como meritorio en los Tribunales Nacionales en la Justicia y fue nombrado sucesivamente Secretario de Juzgado de Instrucción en lo Criminal, Juez de Instrucción en lo Criminal, vocal de Cámara Criminal y Correccional Federal y, entre el 16 de septiembre de 1991 y el 28 de abril de 1992 fue procurador general de la Nación.
Tuvo otros cargos en actividades de la Administración Pública y fue presidente de la Sociedad  Argentina de Criminología.

## Intervención en el caso Zamorano
Cuando era vocal de la Cámara Federal en lo  Criminal debió decidir cuando gobernaba el país la dictadura militar el recurso de Habeas corpus interpuesto a favor de Carlos Zamorano, detenido sin proceso a disposición del Poder Ejecutivo Nacional. El Tribunal procedió, como era el procedimiento habitual, a solicitar al PEN que informara las razones de la detención, recibiendo como respuesta una copia del decreto de arresto suscrita por el presidente de la República en el que se expresaba que la medida se ha tomado en uso de las facultades otorgadas por el Artículo 23 de la Constitución Nacional.
Hasta ese momento los jueces que debían resolver los casos rechazaban el Habeas corpus expresando que el Poder Ejecutivo Nacional está autorizado para proceder a detener a la persona en cuestión en uso de las atribuciones que le confiere el aludido artículo constitucional.
El 4 de abril de 1977 la Cámara Federal de Apelaciones en lo Criminal y Correccional de la Capital Federal resolvió con el voto de los Dres. Víctor A. Guerrero Leconte y Aldo Luis Montesano Rebón hacer lugar al recurso de Habeas corpus y disponer la libertad de Zamorano, que estaba detenido desde el 28 de noviembre de 1974. La sentencia declaró que  el Poder Judicial de la Nación tiene la facultad en supuestos excepcionales a analizar la razonabilidad de las medidas que adopta el Poder Ejecutivo y como después de más de dos años de privación de la libertad, el PEN dio como su único fundamento el texto del decreto resultaba irrazonable y carente de sustento prolongar tal situación.
La sentencia no se cumplió porque fue recurrida ante la Corte Suprema de Justicia, que en razón de un nuevo informe del PEN que vinculaba al detenido con la acción subversiva decidió que la detención bajo el Poder Ejecutivo Nacional podía mantenerse. Conocido este fallo, Aldo Luis Montesano Rebón renunció a su cargo.